# Havana (Flórida)
Havana é uma vila localizada no estado americano da Flórida, no condado de Gadsden. Foi incorporada em 1907.

## Geografia
De acordo com o United States Census Bureau, a vila tem uma área de 7,15 km², onde 7,1 km² estão cobertos por terra e 0,05 km² por água.

### Localidades na vizinhança
O diagrama seguinte representa as localidades num raio de 32 km ao redor de Havana.

## Demografia
Segundo o censo nacional de 2010, a sua população é de 1 754 habitantes e sua densidade populacional é de 246,26 hab/km². Possui 885 residências, que resulta em uma densidade de 124,25 residências/km².